# Pectis purpurea
Pectis purpurea là một loài thực vật có hoa trong họ Cúc. Loài này được Brandegee mô tả khoa học đầu tiên năm 1905.